# Plagiothecium draytonii
Plagiothecium draytonii là một loài rêu trong họ Plagiotheciaceae. Loài này được (Sull.) E.B. Bartram mô tả khoa học đầu tiên năm 1933.